# 池淵孝一郎
池淵 孝一郎（いけぶち こういちろう、1965年 - ）は、大阪府出身のシンガポール在住のインテリアデザイナー。Atelier Ikebuchi（シンガポール）代表。
専門は、インテリアデザイン・建築デザイン・空間デザイン。

## 略歴
大阪工業大学工学部建築学科卒業。1996年にシンガポールでインテリアデザイン活動を開始。2001年ミラノサローネに参加、シンガポールにて個展開催。2004年Atelier Ikebuchi Pte. Ltdをシンガポールに設立、同社代表。2009年シンガポールにおいてデザインの最高賞であるPresident’s Design Award「Designer of The Year」を受賞。
その他、多くの国際コンペティションに参加し、海外アワードを多数受賞（Design Award 1990 by Saporiti, イタリア、Diamond International Award 1992 by De Beers, ロンドン、Condé Nast Traveler Readers’ Awards 2010, Winner of Destination Spas Design, バリ、Et Al The International Hotel & Property Awards 2015, Winner of Hotel Suite Asia Pacific, クアラルンプール、BCI Asia Interior Design Award 2018, Winner of Residential Category, 香港、Georgie Award 2019, Best Interior Design Suite Single Family Product, バンクーバなど）。
インテリアデザイナーとして、ホテル・高級住宅を中心にアジア、ヨーロッパ・北米などで海外プロジェクトに従事。

## 主なデザイン作品
- Luce e Life, Salone Del Mobile, MILANO(ミラノ2000)
- Four Seasons Hotel Singapore(シンガポール2001）
- Lanson Place Bukit Ceylon Serviced Residences（クアラルンプール2015）
- COMO Metropolitan Bangkok, NAHM RESTAURANT(バンコク2016)[5]
- COMO SHAMBALA ESTATE BALI(バリ2017)[6]
- The Pavilia Hill Hong Kong(香港2018)[7]
- Landmark on Robson Vancouver(バンクーバ2019)

インテリアデザイン学の対外啓蒙活動として、シンガポール国立大学の学生向けに講演を行っている（2012）。